# Petrus Petri

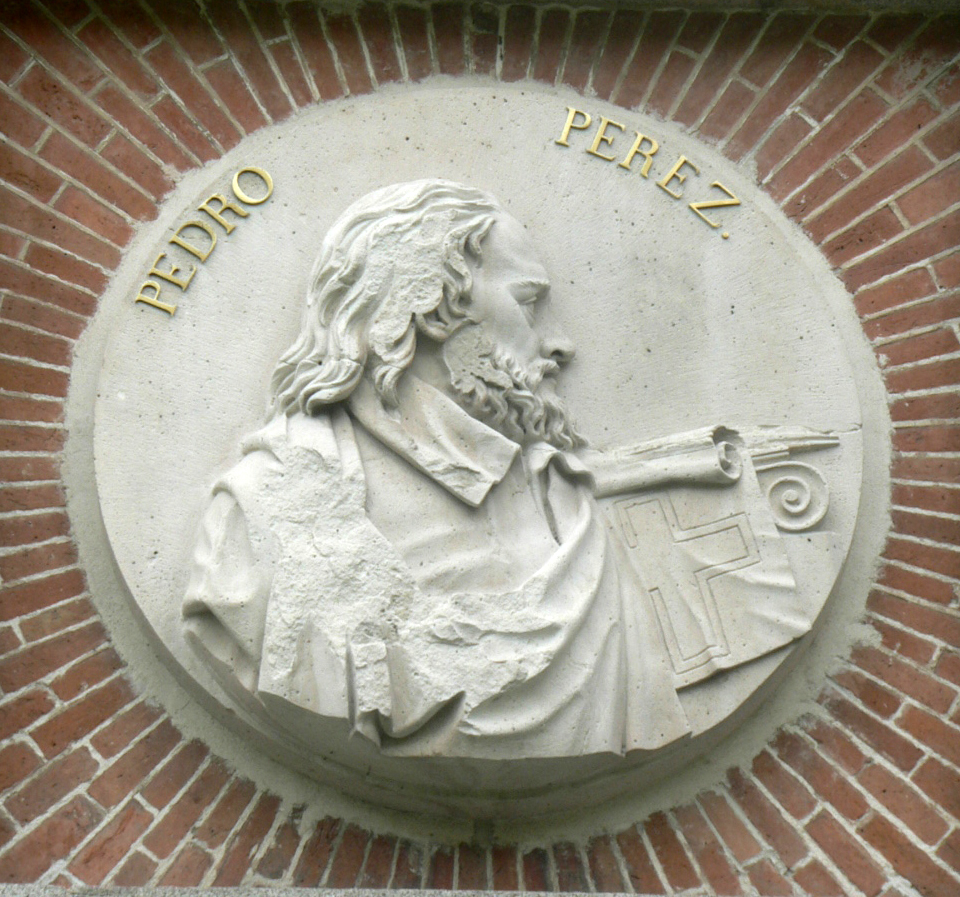
Petrus Petri (Pedro Pérez) en un medalló a la façana del Museu del Prado.

Petrus Petri (o Pedro Pérez) va ser un mestre arquitecte del segle xiii que va treballar en les obres de la Catedral de Toledo, segons el testimoni existent a la mateixa catedral, gravat sobre una làpida fàcil de veure, que porta la següent llegenda:
| « | Petrus Petri, mort el 1291, mestre de l'església de Santa María de Toledo, la fama del qual va estendre's pels seus bons exemples i costums, el qual va construir aquest temple i aquí descansa, perquè qui tan admirable edifici va fer, no sentirà la còlera de Déu. | » |

Durant segles es va tenir com cert que Petrus Petri havia estat el primer mestre arquitecte de la catedral, fins que a mitjan segle xx, el bisbe de Ciudad Real va investigar a fons en aquest tema i va posar al descobert una sèrie de documents que van venir a demostrar l'existència d'un primer mestre anterior a Petrus Petri anomenat mestre Martín. Els estudis realitzats després d'aquesta troballa indiquen que el mestre Martín seria l'autor de les capelles de les giroles i que en desaparèixer per mort o per absència va prendre el pes de la direcció de les obres el mestre Petrus que va acabar les mencionades giroles i va construir els triforis a l'estil gòtic toledà.